# Ingeborg Hochmair
Ingeborg Hochmair, née le 17 janvier 1953, est une électrotechnicienne et entrepreneur autrichienne. Elle a conçu le premier implant cochléaire micro-électronique multi-canal en 1977. Elle est la cofondatrice et CEO de MED-EL qui fabrique des implants cochléaires. Elle a reçu en 2013 le Prix Albert-Lasker pour la recherche médicale clinique.

## Prix et honneurs
- 1979 : Prix Holzer, Université technique de Vienne
- 1980 : Prix Leonardo da Vinci
- 1984 : Prix Sandoz
- 1995 : Entrepreneur de l’année
- 1996 : Médaille Wilhelm Exner
- 1995 : Veuve Clicquot Business Woman of the Year
- 2010 : Docteur honoris causa de l'Université de médecine d'Innsbruck[1].
- 2013 : Prix Albert-Lasker pour la recherche médicale clinique
- 2022 : Docteur honoris causa de l'université de Liège[2].

## Vie personnelle
Hochmair a quatre enfants et vit avec son mari Erwin Hochmair (en) à Axams.